# Micoletzkyia falklandiae
Micoletzkyia falklandiae is een rondwormensoort uit de familie van de Phanodermatidae. De wetenschappelijke naam van de soort is voor het eerst geldig gepubliceerd in 1954 door Allgén.